# Mac OS 8
Mac OS 8 è una versione del sistema operativo Mac OS Classic, presentata il 22 luglio 1997.

## Mac OS 8.0
I miglioramenti del Mac OS 8 includevano il multi threading, il Finder, il tema tridimensionale "platinum", numerosi miglioramenti riguardanti la memoria virtuale e un notevole incremento di velocità degli Applescript sia nell'esecuzione che nell'avvio.

## Mac OS 8.1
Distribuito il 7 gennaio 1998, OS 8.1 è l'ultima versione che funziona sui Macintosh dotati di processore della famiglia 68000. Ha introdotto anche il nuovo file system HFS+ che consentiva nomi più lunghi, file più grandi e introduceva una migliore gestione dello spazio grazie a una riduzione dei blocchi. Questa è anche la prima versione dotata delle librerie Carbon.

## Mac OS 8.5
Presentato il 15 ottobre 1998 e già noto con il nome in codice "Allegro", OS 8.5 è la prima versione del Mac OS a poter essere eseguita solo dai Mac dotati di processore PowerPC. In questa versione è stato rimosso quasi tutto il codice m68k con un notevole miglioramento delle prestazioni del sistema. È la prima versione che include il programma di ricerca Sherlock.

## Mac OS 8.6
Distribuito il 10 maggio 1999, OS 8.6 presenta il concetto di nanokernel nel Mac OS per consentire il multitasking e il supporto al multiprocessing.